# Kanji Okunuki
Kanji Okunuki (奥抜 侃志 Okunuki Kanji?), född 11 augusti 1999 i Tochigi prefektur, är en japansk fotbollsspelare.
Okunuki började sin karriär 2018 i Omiya Ardija.